# Veronica Kedar
Pour les articles homonymes, voir Veronica et Kedar.
Veronica « Roni » Kedar, née le 27 avril 1984 à Tel Aviv, est une actrice, réalisatrice, scénariste, productrice et monteuse israélienne.

## Biographie
En 2011, elle écrit, réalise et produit son premier long métrage, le film lesbien Joe + Belle, tout en tenant l'un des rôles principaux, celui de Joe.

## Filmographie
| année | titre                                | réalisatrice | scénariste | monteuse | productrice | actrice   | notes         |
| ----- | ------------------------------------ | ------------ | ---------- | -------- | ----------- | --------- | ------------- |
| 2007  | Romantic Comedy                      | Oui          | Oui        | Oui      |             |           | court métrage |
| 2008  | Tail                                 | Oui          | Oui        | Oui      |             |           | court métrage |
| 2009  | Bait                                 |              |            |          |             | Nitzan    | court métrage |
| 2011  | Joe + Belle                          | Oui          | Oui        |          | Oui         | Joe       | long métrage  |
| 2012  | Bunny Love                           | Oui          |            |          | Oui         |           | court métrage |
| 2014  | Endtime                              | Oui          | Oui        | Oui      | Oui         |           | long métrage  |
| 2015  | Fake It                              |              | Oui        |          |             |           | court métrage |
| 2015  | Hatihot                              |              |            |          |             | elle-même | talk-show     |
| 2016  | The Woman Who Wanted to Kill Someone | Oui          | Oui        | Oui      | Oui         |           | court métrage |